# Przewodowice

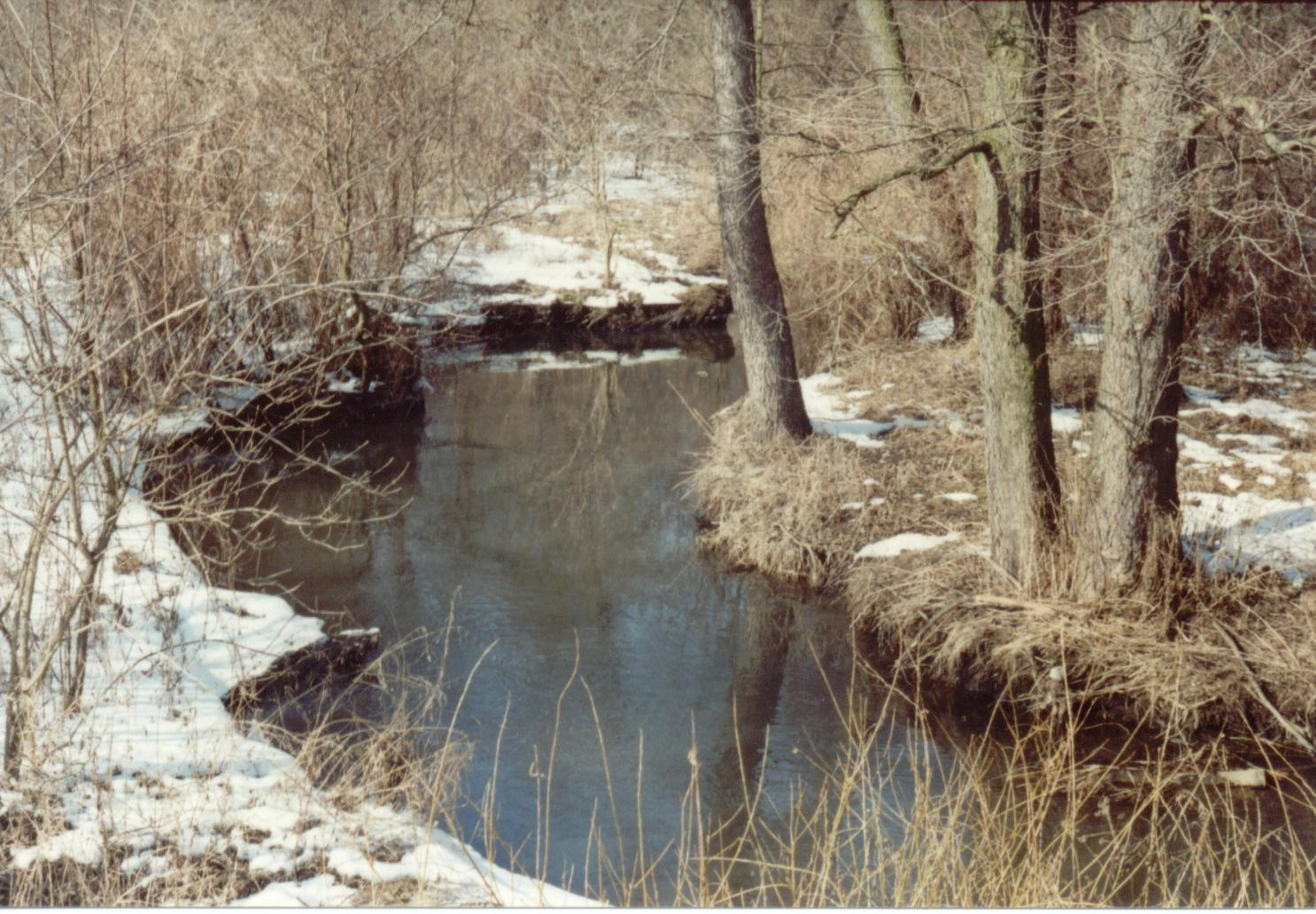
Fluss Białka in Przewodowice

Przewodowice (deutsch: Pschewodowitze) ist ein Dorf in Polen, das der Landgemeinde (gmina wiejska) Rawa Mazowiecka im Powiat Rawski in der Woiwodschaft Łódź angehört. Es liegt im Zentrum des Landes – rund 70 Kilometer südwestlich der Landeshauptstadt Warschau. Es liegt am Fluss Białka. Das Dorf hat ca. 120 Einwohner.